# Konståret 1877

## Verk

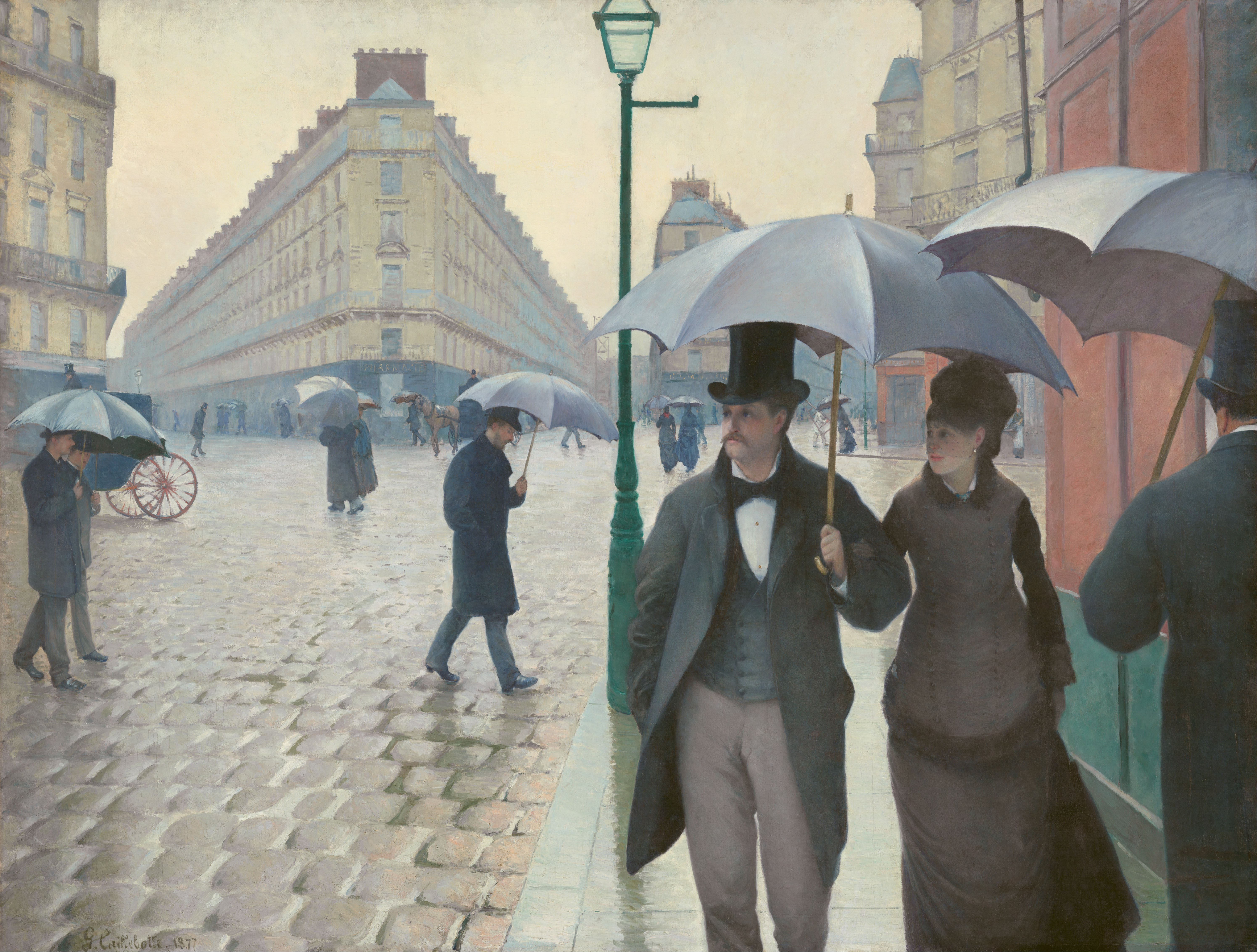
Gustave Caillebottes verk La Place de l'Europe, temps de pluie färdigställdes år 1877. Verket finns nu i Art Institute of Chicagos samlingar.

### Målningar
- Frederick Arthur Bridgman - The Funeral Procession of a Mummy on the Nile
- Gustave Caillebotte - La Place de l'Europe, temps de pluie
- Gustave Caillebotte - Les Périssoires
- Albert Edelfelt - Kuningatar Blanka
- Édouard Manet - Nana
- Camille Pissarro - The Garden at Pontoise
- Arthur Quartley - Early Moonlight Naragansett Bay

### Skulpturer
- Auguste Rodin - L'age d'airain

## Födda
- 3 januari - Herdis Odderskov-Duphorn (död 1952), svensk konstnär.
- 26 januari - Kees van Dongen (död 1968), nederländsk målare.
- 19 februari - Gabriele Münter (död 1962), tysk expressionistisk konstnär.
- 19 mars - Ivar Nilsson (död 1929), svensk skådespelare och tecknare.
- 10 april - Alfred Kubin (död 1959), österrikisk bildkonstnär och författare.
- 15 april - Georg Kolbe (död 1947), tysk skulptör.
- 25 maj - Dragiša Brašovan (död 1965), serbisk arkitekt.
- 3 juni - Raoul Dufy (död 1953), fransk målare.
- 13 juni – Joseph Stella (död 1946), amerikansk futuristisk målare.
- 19 juli - Bror Lindh (död 1941), svensk konstnär medlem i Rackengruppen.
- 4 augusti - Dame Laura Knight (död 1970), engelsk målare.
- 24 september - Hilma Persson-Hjelm (död 1953), svensk keramiker, målare, tecknare.
- 24 oktober - Emmy Olsson, svensk målare, tecknare.
- 2 december – Benno Elkan (död 1960), tysk-brittisk skulptör.
- 12 december - Manne Ihran (död 1917), svensk konstnär.
- 24 december - Sigrid Schauman (död 1979), finländsk konstnär.
- 27 december - Adolf Kašpar (död 1934), tjeckisk målare och illustratör.
- okänt datum - Ernst Norlind (död 1952), svensk konstnär och författare.

## Avlidna
- 31 mars - Jean Baptiste Madou (född 1796), belgisk målare.
- 4 juni - William Edward Frost (född 1810), engelsk målare.
- 12 november - Henry Peters Gray (född 1819), amerikansk porträttmålare.
- 31 december - Gustave Courbet (född 1819), fransk målare.
- okänt datum - Philipp Foltz (född 1805), tysk målare.
- okänt datum - Marcin Zaleski (född 1796), polsk målare.
- okänt datum - Joseph Ernst Tunner (född 1792), österrikisk målare.